# Rufus Wilmot Griswold
Rufus Wilmot Griswold (13. veljače 1815. – 27. kolovoza 1857.) 
bio je američki antologičar, književni urednik, pjesnik i kritičar.
Rođen je u Vermontu, u dobi od 15 godina napustio je dom. Radio je kao novinar, urednik i kritičar u Philadelphia, New York City, i drugdje.
Slavu je stekao izdavanjem 1842.g. antologije "The Poets and Poetry of America", najopsežnijoj u to vrijeme koja je obuhvaćala tada najkvalitetnije primjere američke poezije. Do kraja svoga života objavljivao je slična izdanja, te revizije ove antologije, u kojoj su mnogi pjesnici toga vremena željeli vidjeti svoja djela, iako su mnogi koje je on promovirao izblijedili u zaborav. 